# Domenico Dragonetti
Domenico Carlo Maria Dragonetti (7. april 1763 – 16. april 1846) var en italiensk kontrabas virtuos og komponist. Han opvoksede i Venedig og forblev i sin hjemby I 30 år, blandt andet som musiker i Opera Buffa og ved operaen i Vicenza. I 1794 flyttede han til London for at spille med orkesteret i King's Theatre og slog sig ned her resten af sit liv.
I 50 år var han en prominent personlighed ved musikalske begivenheder I London, ligesom han turnerede i Europa, hvor han bl.a. optrådte ved adskillige af hofferne. Han arbejdede bl.a. med komponisterne Joseph Haydn og Ludwig van Beethoven, som han besøgte i Wien ved adskillige lejligheder. Han åbnede deres øjne for kontrabassens potentialer som soloinstrument. Hans evner med dette instrument var baggrunden for en række værker, skrevet for kontrabas og orkester i en tid, hvor det var almindeligt at komponere for cello. Han er også kendt for at have udviklet en særlig bue, Dragonettibuen, som han forbedrede gennem hele sit liv.